# Cajón (Temuco)
Cajón es una localidad urbana perteneciente actualmente a la comuna de Vilcún. Posee un total aproximado de cinco mil habitantes. Está ubicada a ocho kilómetros al norte de la ciudad de Temuco, capital de la Región de la Araucanía (Chile) de la cual dependió administrativamente hasta el año 1987. Es uno de los accesos más utilizados a la zona cordillerana donde se encuentra el Parque Nacional Conguillío y el volcán Llaima, debido a la conexión que ofrece entre la Ruta 5 Sur y la Ruta S-31.

## Historia

### Expansión del ferrocarril e inmigración
Junto con el proceso de industrialización de Chile, se produce a su vez el llamado proceso de Pacificación de la Araucanía entre los años 1881 y 1883, como una forma de tomar posesión de las tierras "al sur de Santiago". Este proceso de poblamiento se caracterizó por la llegada de las primeras colonias de inmigrantes extranjeros y de diversas familias provenientes del norte y centro de Chile. De esta forma se consolida la primera red de poblados entre los cuales destacan: Angol, Purén, Imperial, Faja Maisan y Capitán Pastene.
En 1884 se funda la Empresa de Ferrocarriles del Estado bajo el gobierno del presidente Domingo Santa María, que tenía como tarea expandir el ferrocarril, conectando Santiago con el sur del país. Con la llegada del presidente José Manuel Balmaceda al poder, se planifica la extensión de la vía férrea desde Victoria hasta Osorno, que ya tenía en obras un ferrocarril que la conectase con la ciudad de Valdivia. Para enero de 1892 la construcción de las vías desde Perquenco a Temuco es delegada a Gustave Verniory, equivalente a unos 45 km de vías. Durante todo ese año, Vermiory es presionado para que las vías del ferrocarril lleguen a Temuco; el 31 de diciembre a medianoche el último riel queda colocado en la estación. La estación es inaugura el 1 de enero de 1893. 

### Creación del ramal Cajón-General López

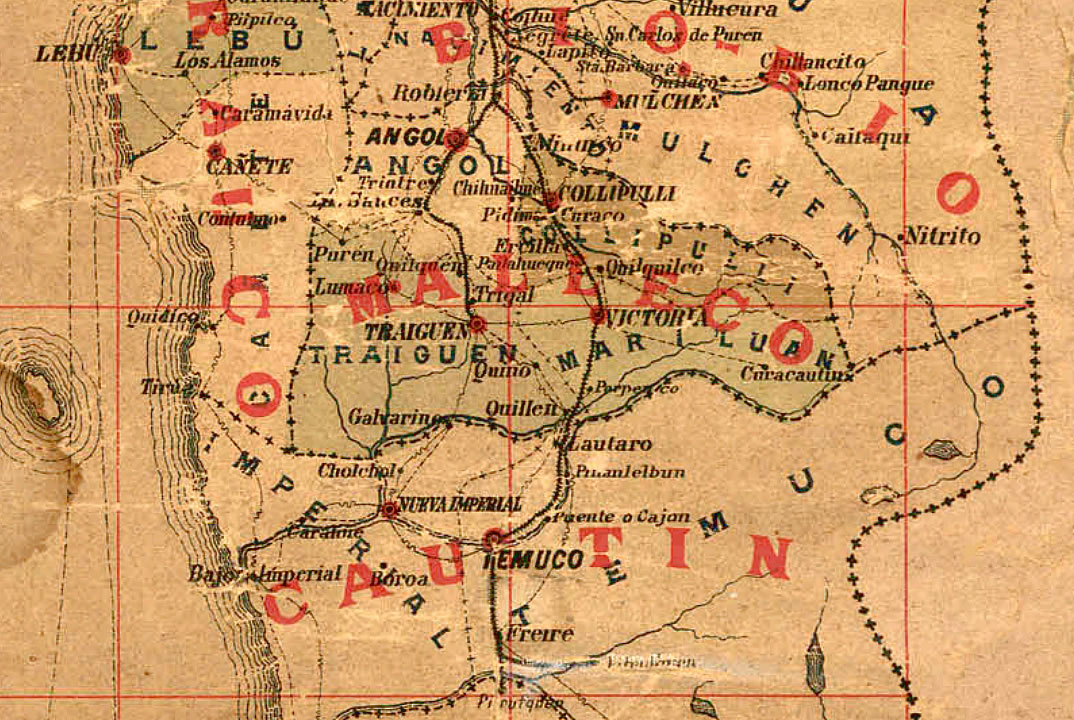
Mapa administrativo de Chile (1893) para la Comisión Reorganizadora de los Servicios Públicos construido en la Sección Geografía y Minas de la Dirección General de Obras Públicas. Escala 1:2,000,000

En este contexto de expansión del ferrocarril hacia el sur del territorio nacional, se rematan terrenos por parte del fisco en los años 1894 y siguientes. La imperante carrera por la industrialización del país, sumado a la creciente actividad agrícola y forestal en el sur del territorio, permite el nacimiento de la vía ferroviaria que logre unir a Curacautín con el resto del país. Esta expansión permite abrir los horizontes hacia al sur, planificando una nueva vía de conexión terrestre a sólo 40 km, lo cual permitió la creación del ramal Cajón-General López con una longitud de 48 km y 1,68 de trocha. 
Santiago Marín, en su libro Los ferrocarriles de Chile, señala que la construcción fue «solicitada por los vecinos que ofrecieron ayudar al Estado con los durmientes y maderas que se necesitaran para su construcción, fue estudiada en el curso del año 1910 y dos años después se inició su construcción, debiendo ser entregada en el presente año al servicio público». Esta vía de conexión permite la construcción de puentes de gran importancia arquitectónica sobre el río Cautín, como el de Cajón con 100 m y los de los esteros de Pidiliguín en el km 5.6, Arquenco en km 12.4, Vilcún en km 29.2, etc

### Puente del Cajón
Esta nueva localidad, conocida inicialmente como Puente del Cajón, fue documentada en algunos archivos a partir de 1879. El mapa administrativo de Chile de 1893 a cargo de Nicanor Boloña lo reconoce como una pequeña localidad ubicada entre las ciudades de Temuco y Lautaro. El Atlas de Chile de Juan Türke publicado en 1895 lo nombra simplemente como Cajón el cual, según el Censo del mismo año, contaba con apenas 220 habitantes.
Con los años se consolida como un pequeño poblado de trabajadores que avanzaban en las labores de construcción de un ramal que buscaba expandirse hacia la localidad General López ubicado en el kilómetro 683 a 134 m s. n. m. Estas obras se iniciaron en enero de 1912 y finalizaron cuatro años más tarde. El reconocimiento oficial por parte de las autoridades del asentamiento organizado en la estación ferroviaria de Cajón se decreta el 31 de marzo de 1913 bajo el mandato del presidente Ramón Barros Luco. El Diccionario Geográfico de Chile de Luis Risopatrón y publicado en 1924 lo describe de esta forma:

«Cajón (Estación de ferrocarril). Cuenta con servicio de correos y se encuentra en el márgen del curso inferior del río Cautín, a 134 m de altitud, a 7 kilómetros al SW de la estación de Pillanlelbún y a 10 km al NE de la de Temuco, en la línea central». «Puente del Cajón (Lugarejo). Es de corto caserío, cuenta con servicio de correos y se encuentra en los alrededores de la estación de Cajón, del ferrocarril central».
Risopatrón, Luis. Atlas Geográfico de Chile (1924)

## Toponimia

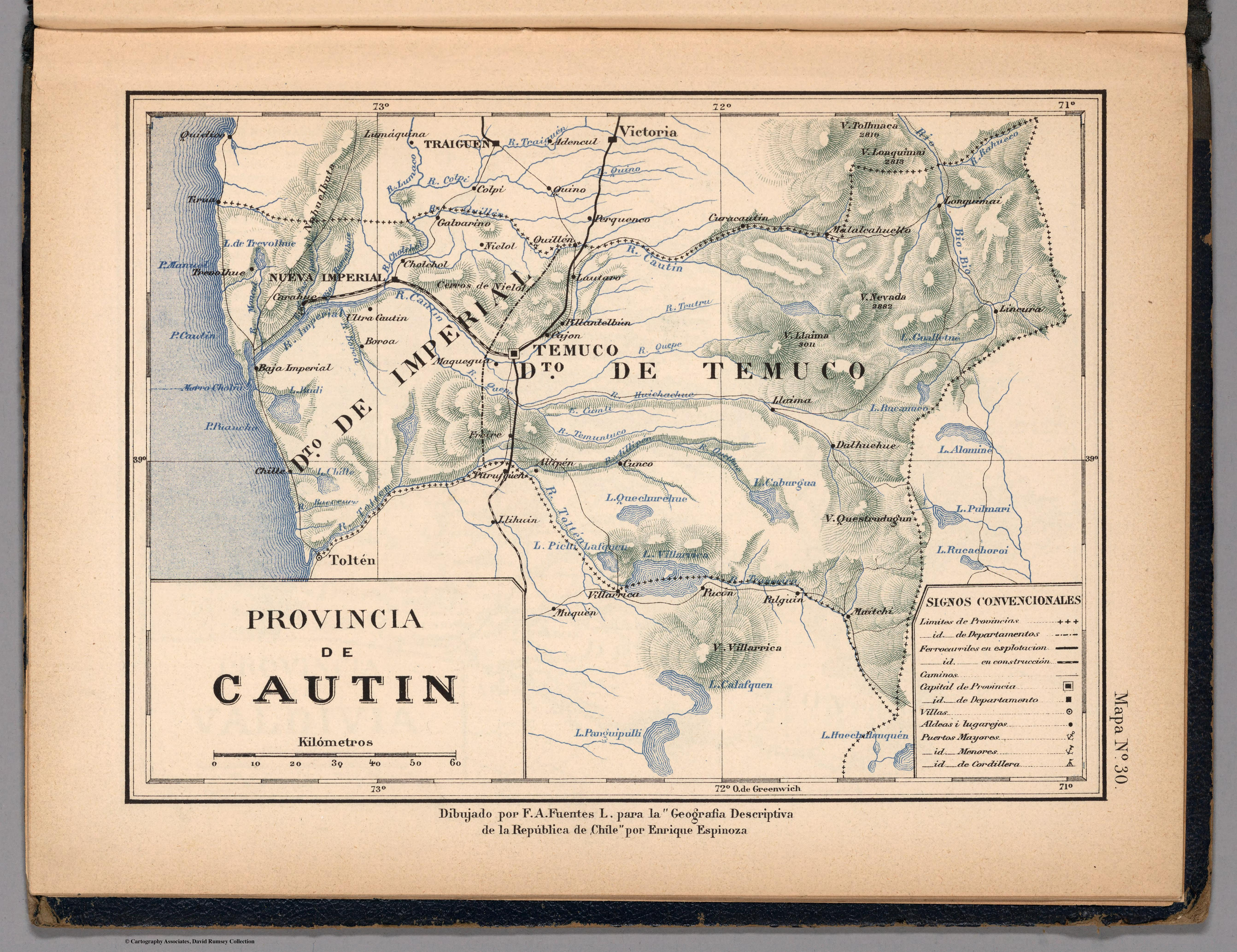
Mapa de la provincia de Cautín de 1903 que ya incluye la localidad de Cajón

El significado del nombre de la localidad es aún una incógnita, ya que existen muchas versiones populares sobre el por qué se denomina Cajón. El Diccionario Geográfico de Chile de Luis Risopatrón y publicado en 1924, define la palabra cajón como "la angostura larga que hay entre dos cerros y por cuyo fondo corre algún río o arroyo". El diccionario incluye al menos 20 localidades en todo Chile cuyo nombre es Cajón, a través de variantes como Caleta de Cajón, Cerro del Cajón, Estación del Cajón, Puertecito del Cajón, Sombrío el Cajón, Punta del Cajón, entre otros. La zona central de Chile cuenta con otra localidad cuyo nombre es parecido, conocido como Cajón del Maipo, que también hace referencia a esta definición usada en el Chile de finales del siglo XIX. Lo más probable es que la localidad de Cajón también haga referencia a la definición de Risopatrón, ya que se encuentra ubicada en un valle delimitado por un gran cerro y y una zona boscosa (Pircunche) donde en medio pasa el Río Cautín. 

Los vecinos de la localidad, a través de diversos intentos de escribir su historia, han llegado a un consenso a modo de leyenda. La historia cuenta la experiencia de un grupo de vecinos a fines del siglo XIX que, durante un duro invierno, tenían que cruzar el río Cautín a través de un mecanismo de cuerdas y poleas en las cuales de movía un cajón de un lado a otro. Así, la localidad comienza a recibir su nombre, ya que los habitantes decían: "vamos a cruzar en Cajón", lo que coincidiría con los datos bibliográficos de finales del s. XIX cuya denominación era Puente del Cajón. Más tarde le llamarían con las variantes Puente y Cajón .

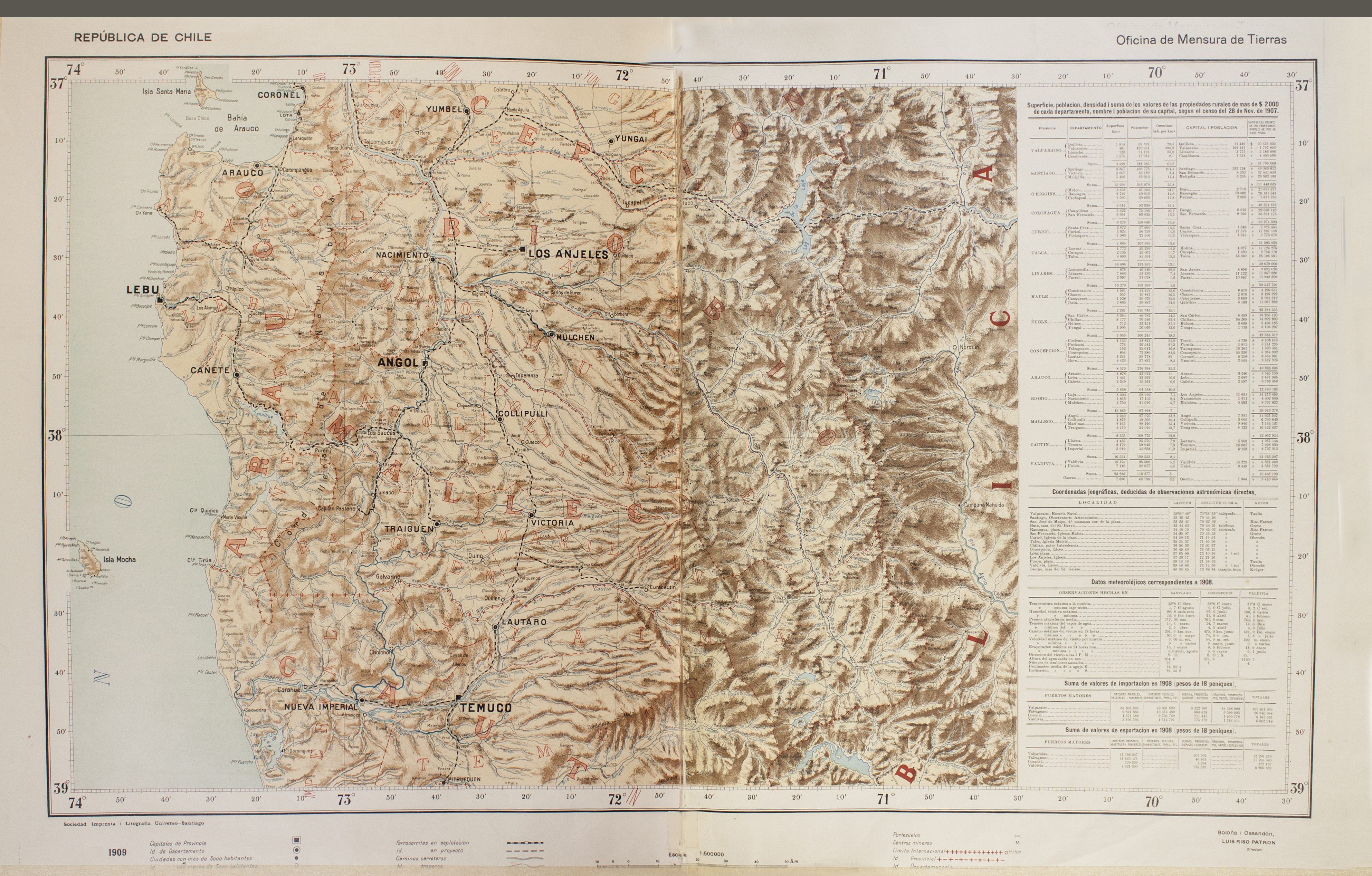
«Cajón» en el “Mapa de Chile. Ejecutado por orden de S.E. el Presidente de la República Excmo. Señor don Pedro Montt. Oficina de Mensura de Tierras. Edición Centenaria (1910).

## Administración comunal
La localidad de Cajón, una vez reconocida por la autoridad en 1913, fue asignada administrativamente a la comuna de Temuco, formando parte del área metropolitana de Temuco. En 1987, debido al abandono que sufría por parte de la municipalidad al ser un sector alejado del centro de la capital, los vecinos se organizan y piden a las autoridades regionales la transferencia a la comuna de Vilcún distante veinte kilómetros del centro de Cajón. El Instituto Nacional de Estadísticas la incluye dentro de la comuna de Vilcún en el censo de 2005.

## Desarrollo Social
La localidad de Cajón cuenta con un retén de Carabineros de Chile perteneciente a la 3.ª Comisaría de Padre las Casas, además del cuartel de la Undécima Compañía de Bomberos de Temuco. En 2016 se inaugura el Centro de Salud Familiar (CESFAM) y el Servicio de Atención Primaria de Urgencia de Alta Resolutividad (SAR). El estadio municipal de Cajón fue inaugurado en 2011, lo que permitió a los vecinos contar con un espacio deportivo adecuado para las actividades de las escuelas de fútbol y los establecimientos educacionales. Algunos de los equipos de fútbol más famosos de la localidad son el actual Club Atlético Monterrey de Cajón y el Deportivo Cajón.

#### Complejo Educacional "La Granja" C-55
En 1953 se funda la Escuela Mixta Coeducional n°18 que posteriormente fue creciendo, de modo que en la década de 1980 pasa a llamarse Liceo F-535. Con la incorporación de la educación técnico profesional cambia nuevamente de nombre a Liceo Municipal C-55 de Cajón, manteniéndose con este nombre hasta 1992. El viernes 29 de noviembre de 1996 el establecimiento educacional sufre un grave incendio que dejó inhabilitada la infraestructura por varios años. Las pérdidas materiales bordearon los 400 millones de pesos, y la pérdida de archivos históricos, fotografías y datos de exalumnos se consideró invaluable.
Además de la presencia de la educación municipal a través del Complejo Educacional "La Granja" C-55 de Cajón, existe la Escuela Monterrey n°500, perteneciente a la educación particular subvencionada. En materia de cultura destaca el Conjunto Folclórico «Winkulco» que lleva más de 20 años de trayectoria.

## Desarrollo Industrial
Por ser acceso a la comuna de Vilcún y poseer gran cantidad de hectáreas agropecuarias, la localidad se ha conformado como una zona altamente industrial, atrayendo la instalación de empresas como: Semillas Baer, Avelup, Semillas Generación 2000, SAESA Temuco, Molinera San Cristóbal, Coagra Temuco, Agrícola Lobert, Maltexco, entre otras.
El 27 de mayo de 1997, bajo resolución exenta 198 del Ministerio de Transportes y Telecomunicaciones, se autoriza el funcionamiento del primer Terminal de Buses Urbanos en Cajón, de propiedad de la Empresa de Transportes Tobalaba, Mall, Cajón S.A. Línea n.º 7, ubicado en calle Carlos Sanhueza n.º 133. Posteriormente se integran la Línea 1A (Cajón-Santa Elena de Maipo), Línea 1B (Cajón-Galicia), Línea 1C (Cajón-Labranza), Línea 1D (Cajón- Temuco), Línea 7A (Cajón- San Martín - Fundo el Carmen) y Línea 4B (Sta Rosa- Amanecer-Temuco). 

## Tradiciones
- Fiesta de la Gallina: Se realiza en el mes de diciembre en el recinto estadio municipal de la localidad de Cajón. Cuenta con muestras gastronómicas en torno a la gallina de campo, además de contar con variadas exposiciones de artesanía, cervezas artesanales, decoración y comidas típicas. La fiesta culmina con un gran show artístico.
- Aniversario de Cajón: Se celebra la última semana de febrero con diversas actividades recreativas y un show artístico.
- Fiestas Patrias: Se celebra el 18 de septiembre con actividades que comienza con un hermoso esquinazo organizado por el Grupo Folclórico "Winkulco" de la misma localidad, en la cual participa activamente toda la comunidad.

## Personas destacadas
- Erik von Baer: es un ingeniero agrónomo, empresario e investigador alemán avecindado en Chile, que se dedica al uso de la genética en el cultivo del trigo en la zona sur de dicho país. Fundador de la empresa Semillas Baer.
- Ena von Baer: periodista, académica y política chilena, miembro del partido Unión Demócrata Independiente (UDI), senadora de 2011 a 2022 y ministra secretaria general de Gobierno entre 2010 y 2011.
- Javiera Zambrano: cantante, participante del programa Rojito de TVN en 2005[16] y del concurso Las Regiones Cantan organizado por TVU en 2014.[17]